# Cerina (ort i Kroatien)
Cerina är en ort i Kroatien.   Den ligger i länet Bjelovar-Bilogoras län, i den nordöstra delen av landet, 50 km öster om huvudstaden Zagreb. Cerina ligger 121 meter över havet och antalet invånare är 125.
Terrängen runt Cerina är platt. Runt Cerina är det glesbefolkat, med 19 invånare per kvadratkilometer. Närmaste större samhälle är Ivanić-Grad, 15,4 km sydväst om Cerina. Omgivningarna runt Cerina är en mosaik av jordbruksmark och naturlig växtlighet.